# Adrian Mariappa
Adrian Joseph Mariappa (Harrow, 1986. október 3. –) Fidzsi-szigeteki származású angol-jamaicai labdarúgó, a Watford hátvédje.